# Iuliana Popa
Iuliana Popa (ur. 5 lipca 1996 r. Comănești) – rumuńska wioślarka, brązowa medalistka igrzysk olimpijskich, mistrzyni świata, trzykrotna mistrzyni Europy.

## Igrzyska olimpijskie
Na igrzyskach zadebiutowała w 2016 roku w Rio de Janeiro. Wystąpiła w zawodach ósemek. W skład osady weszły także: Roxana Cogianu, Ioana Craciun, Mihaela Petrilă, Mădălina Bereș, Laura Oprea, Adelina Boguș, Andreea Boghian i Daniela Druncea jako sternik. W eliminacjach zajęły trzecie za Amerykankami i Holenderkami, co pozwoliło popłynąć w repasażach. Tam na mecie były na drugiej pozycji dającej awans do finału. Finał zakończyły na trzecim miejscu, zdobywając brązowy medal.